# Morski Związkowy Klub Sportowy Arka Gdynia 2011-2012

## Rosa
| N. |                        | Ruolo | Calciatore            |
| -- | ---------------------- | ----- | --------------------- |
| 1  | Polonia (bandiera)     | P     | Andrzej Bledzewski    |
| 2  | Croazia (bandiera)     | D     | Anté Rozić            |
| 7  | Polonia (bandiera)     | C     | Paweł Zawistowski     |
| 8  | Polonia (bandiera)     | D     | Michał Płotka         |
| 10 | Polonia (bandiera)     | C     | Marcin Budziński      |
| 11 | Lituania (bandiera)    | A     | Tadas Labukas         |
| 13 | Polonia (bandiera)     | D     | Piotr Robakowski      |
| 18 | Angola (bandiera)      | A     | Giovanni Vemba-Duarte |
| 19 | Slovacchia (bandiera)  | C     | Miroslav Božok        |
| 20 | Germania (bandiera)    | D     | Emil Noll             |
| 21 | Camerun (bandiera)     | A     | Joseph Desire Mawaye  |
| 22 | Paesi Bassi (bandiera) | D     | Marciano Bruma        |
|    | Polonia (bandiera)     | C     | Tomasz Jarzębowski    |

| N. |                               | Ruolo | Calciatore            |
| -- | ----------------------------- | ----- | --------------------- |
| 23 | Polonia (bandiera)            | D     | Maciej Szmatiuk       |
| 25 | Polonia (bandiera)            | C     | Filip Burkhardt       |
| 26 | Polonia (bandiera)            | A     | Rafał Siemaszko       |
| 27 | Macedonia del Nord (bandiera) | A     | Mirko Ivanovski       |
| 28 | Polonia (bandiera)            | D     | Krystian Żołnierewicz |
| 29 | Polonia (bandiera)            | D     | Robert Bednarek       |
| 31 | Polonia (bandiera)            | A     | Paweł Czoska          |
| 32 | Polonia (bandiera)            | C     | Adrian Sulima         |
| 33 | Polonia (bandiera)            | P     | Norbert Witkowski     |
| 36 | Croazia (bandiera)            | D     | Denis Glavina         |
| 37 | Polonia (bandiera)            | D     | Wojciech Wilczyński   |
| 39 | Polonia (bandiera)            | P     | Hieronim Zoch         |